# Notacma
Notacma is een geslacht van insecten uit de orde vliesvleugeligen (Hymenoptera) en de familie Ichneumonidae.

## Soorten
- N. abacta (Cresson, 1874)
- N. accliva (Cresson, 1868)
- N. ariel (Cameron, 1885)
- N. armata (Brulle, 1846)
- N. audens (Brethes, 1927)
- N. blandica (Cameron, 1885)
- N. marginella (Brulle, 1846)
- N. minax (Cresson, 1868)
- N. rixosa (Cresson, 1868)
- N. similans (Cresson, 1874)